# Années 230 av. J.-C.
Les années 230 av. J.-C. couvrent les années de 239 av. J.-C. à 230 av. J.-C.

## Événements

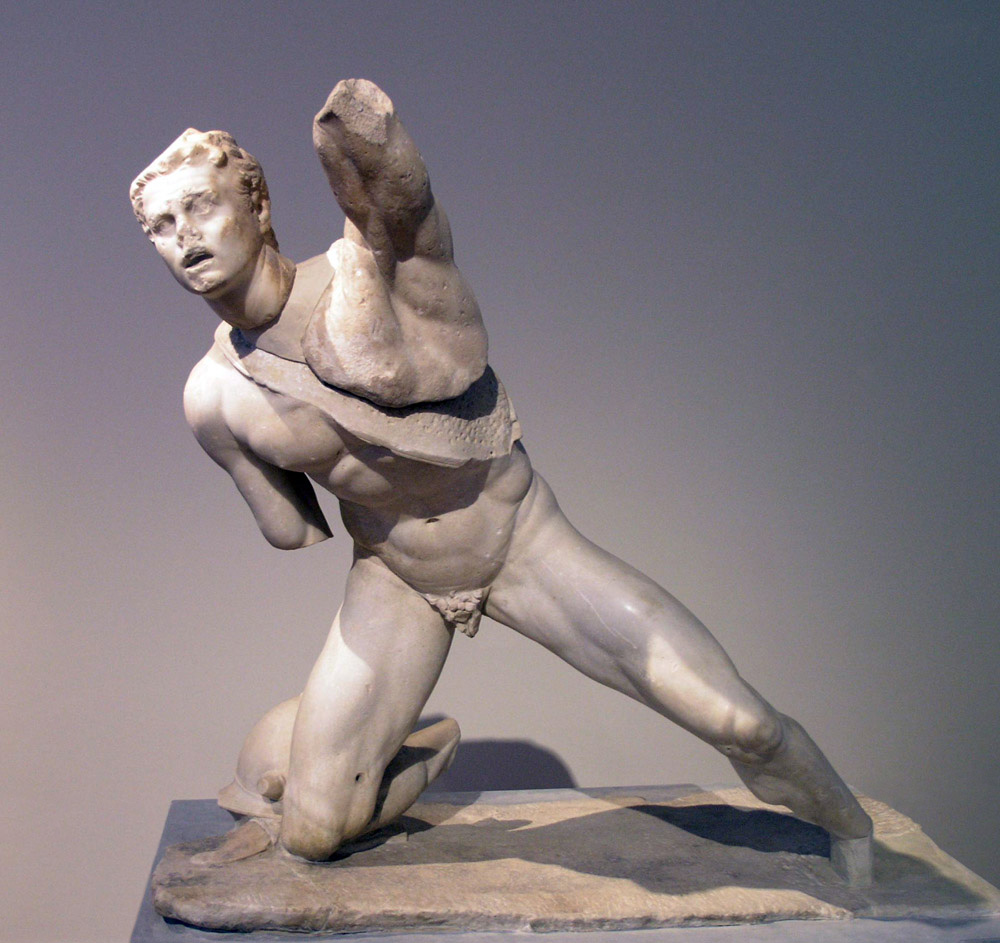
Guerrier galate blessé, thème apparu dans la statuaire grecque à la suite de la victoire d’Attale Ier de Pergame sur les Gaulois v. 237 av. J.-C., Musée national archéologique d'Athènes.

- Vers 240-230 av. J.-C. : la dynastie bouddhiste Andhra dirige l'Andhra Pradesh en Inde[1].

- 239-229 av. J.-C. : guerre démétriaque[2] ; Ligue achéenne et Ligue étolienne contre le Royaume de Macédoine.
- Vers 239 av. J.-C. : rédaction du Lüshi Chunqiu en Chine[3].
- 237 av. J.-C. : fin de la guerre des Mercenaires à Carthage[4].
- 237-221 av. J.-C. : les généraux carthaginois Hamilcar Barca (237-229 av. J.-C.) et Hasdrubal le Beau (229-221 av. J.-C.) conquièrent une grande partie de la Péninsule Ibérique[4]. Hamilcar Barca fonde Akra Leuké (Alicante).
- Avant 236 av. J.-C. : Attale Ier Sôter, victorieux des Galates entre 241 et 239 av. J.-C. (ou vers 230  av. J.-C.) prend le titre de roi de Pergame[5].
- Vers 230 av. J.-C. : troisième phase de l’occupation de l’oppidum d’Ensérune (Hérault). Réfection des maisons et extension de l’habitat[6].

## Personnages significatifs
- Aratos de Sicyone
- Antiochos Hiérax
- Cléomène III
- Démétrios II de Macédoine
- Diodote Ier
- Flaminius Nepos
- Séleucos II